# هولي وليامز (كاتبة)
هولي وليامز (بالإنجليزية: Holly Williams)‏ هي ناقدة مسرحية وصحفية وكاتِبة بريطانية، ولدت في القرن العشرين.